# Політична карикатура

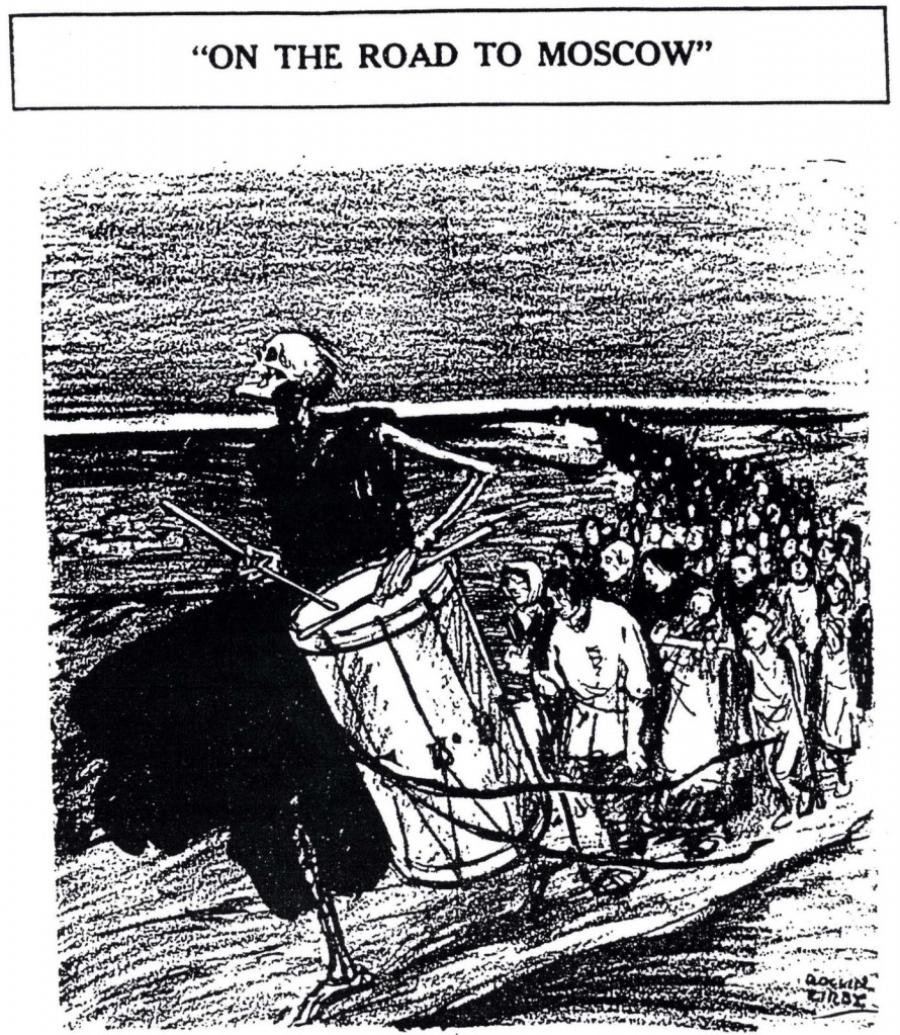
У 1922 році вперше була вручена Пулітцерівська премія в номінації «Карикатура». Першим її удостоївся американець Роллін Кірбі за карикатуру під назвою «Дорога на Москву».

Політична карикатура — малюнок який зазвичай містить текстовий коментар, сюжет якого, як правило, пов'язаний з поточними, в основному політичними подіями або особистостями. Художня майстерність у таких зображеннях поєднується з гіперболою і сатирою, щоб висміяти і привернути увагу влади та суспільства до корупції та інших соціальних проблем.

## Історія

### Походження
Першими зразками політичної карикатури є мальовничі сатири Вільяма Гоґарта. Його картини поєднували критику негативних соціальних явищ з послідовними художніми сценами. Часто його мішенню ставала корупція в британській політиці на початку XVIII століття. Однією з перших карикатур-гравюр була його робота під назвою «бульбашка Південних морів» про крах фондового ринку в 1720 році.

### Розвиток
Свого бурхливого розвитку політична карикатура зазнала в другій половині XVIII століття — особливо в період Великої Французької революції — силами англійських художників, такими як Джеймс Гілрей та Томас Роулендсон. Об'єктом їх критики стала правляча верхівка країни, а пізніше діячів Французької революції та Наполеона.

### Сатиричні журнали
Мистецтво політичної карикатури отримало подальший розвиток після початку в 1841 році публікації журналу «Панч», заснованого Генрі Мейхью.

### Подальший розвиток
До середини XIX століття політичні карикатури, які виражали думки видавців з тих чи інших політичних питань, стали характерним атрибутом більшості великих газет.

## Сучасні політичні карикатури
Політичні карикатури зустрічаються в інформаційних виданнях та на інформаційних сайтах. Незважаючи на те, що в карикатурах цього типу також присутні елементи гумору, вони є більш серйозними; у них зустрічаються іронія та сатира. Мистецтво виступає ніби метафорою, яка дає пояснення багатьом соціальним та політичним темам. До політичних карикатуристів належать Херблок, Девід Лоу, Джеф Макнелі, Майк Пітерс і Джеральд Скарф.